# キリストは死の縄目につながれたり
『キリストは死の縄目につながれたり』（キリストはしのなわめにつながれたり、Christ lag in Todes Banden）BWV4は、ヨハン・ゼバスティアン・バッハが1708年に作曲したと推測される、復活祭の礼拝で演奏する教会カンタータ。全8曲からなり、第1曲のシンフォニアを除く7曲全てが、マルティン・ルター作のコラールを編曲したコラール変奏曲である。

## 概要
1524年にルターが作詞し、ラテン語賛美歌（グレゴリオ聖歌）「過越の生贄を讃美せよ」（Victimae paschali laudes）の旋律にはめ込んだ原コラールは、復活祭用の賛美歌として福音主義(ルター派)教会ではなじみ深い。復活祭を単なる祭としてではなく、原罪の深さ、贖い主への感謝、罰としての死から救いとしての死へと転換された死の概念、救い主の勝利といった受難の意義の再確認を迫るため、厳格な詩と旋律で歌い上げたものである。シンフォニアを含む全8曲すべてに原コラールの旋律を組み込んだ、唯一の声楽用コラール変奏曲として知られる。
現在伝わる最古の資料は、1724年か1725年の再演のために書き直されたパート譜であるため、初演および作曲時期については推測の域を出ない。広く知られている仮説は、クリストフ・ヴォルフが唱えた1707年説で、ミュールハウゼンへの就職試験のために作曲したとするものである。しかし、様式を見る限りでは、ミュールハウゼンで作曲したことが確実視されている4曲のカンタータよりも優れた技巧で作曲されており、ヴァイマル時代の1714年頃まで下ると反論する研究者もいる。
全8曲がホ短調で統一されている。ホ短調の楽譜は、五線譜の最上段である第五線に1つだけシャープが書き込まれる。ドイツではシャープを「十字架」（Kreuz）と呼びならわしていることから、高く掲げられた唯一神の十字架を象徴するためにこの調性を選んだと推測する研究者が多い。また、第5曲の合唱を中心軸として、その前後はシンメトリックな声楽の編制を取っていることも指摘されている。
近年では、再演のために追記されたと思われるトロンボーン3本とツィンクを削除し、初演の稿に最も近いと想定される弦楽器と通奏低音からなるシンプルな編制を取った録音が多い。

## 楽曲構成

### 第1曲 シンフォニア
弦楽器・通奏低音、4/4拍子
コラール旋律をちりばめた14小節の重苦しい楽曲。BACHのアルファベット4字の序数を合計すると14となることから、数象徴を好む研究者は、バッハの受難観を織り込んでいると述べていた。全体的に第1ヴァイオリンが沈痛なメロディを奏で、ヴィオラも2部編成に増強したうえで重厚な伴奏を加えてある。

### 第2曲 第1変奏「キリストは死の縄目につながれたり」（Christ lag in Todes Banden）
合唱・弦楽器・通奏低音、4/4拍子
イントロなしでソプラノの定旋律から合唱が始まる。下三声の伴奏は節ごとに大きく様相を変える。人の罪を背負って繋がれたイエスを悼む半音階降下に始まる。しかし、復活と新たな生命を授ける奇蹟を歌うや、突き上げる上昇音で復活を暗示する。復活を喜ぶ人々の歓呼は激しい走句のリレーとなり、それは伴奏楽器にも引き継がれる。感謝の言葉はテノールを起点とするポリフォニーで歌い継がれ、最終的にアレグロの「ハレルヤ頌」の応酬へと高まる。
イエス・キリストは、私の罪の身代わりとなられ、復活された。ハレルヤ！

### 第3曲 第2変奏「死に打ち勝てる者絶えてなかりき」（Den Tod niemand zwingen kunnt）
ソプラノ・アルト・通奏低音、4/4拍子
下降音型を基本とするオスティナート伴奏に乗って、死を免れることができない人の罪を嘆く二重唱が続く。二声は時に不協和音をきしませながらも、諦観を暗示する物静かな歌を奏でていく。

### 第4曲 第3変奏「イエス・キリスト、神の御子」（Jesus Christus, Gottes Sohn）
テノール・ヴァイオリン・通奏低音、4/4拍子
唐突に、伴奏が激しい上下動と走句をともなうイントロを奏で、死の恐怖と生命の戦いを暗示すると、生命の将軍たるイエスを讃えつつ、テノールが高らかに歌い出す。テノールのメロディラインはコラールとほぼ同じで、伴奏が変奏の対象となっている。伴奏が重奏で激しく軋むと、討ち取られた死の骸が静まり返った伴奏と長く伸ばされたテノールのメロディの前に晒される。曲を締めくくるハレルヤ頌は、勝利の凱歌の如く怒号の反復として表現されている。
イエス・キリストはこられ、私たちの身代わりとなって罪を除かれ、死の権威を奪われた。死の刺がなくなった。ハレルヤ！

### 第5曲 第4変奏「世にも奇しき戦起こりて」（Es war ein wunderlicher Krieg）
合唱・通奏低音　4/4拍子
テノールを先頭に、死と生命の戦いをカノンで表現する中を、アルトが定旋律をねじ込んでいく。半音階や唐突な突き上げる音が争いを暗示する。敗れ去った死への罵倒が方々から叩きつけられ、半音が交じり合うハレルヤ頌へなだれ込む。このコラールが変奏の中心軸となる。

### 第6曲 第5変奏「まことの過越の小羊あり」（Hier ist das rechte Osterlamm）
バス・弦楽器・通奏低音、3/4拍子
まことの過ぎ越しの子羊である、イエス・キリストの犠牲が捧げられ、十字架の上に熱き愛でやかれる。節をさらに2分割し、バスのコラール旋律朗誦と弦楽器ユニゾンの旋律リフレインの反復で進行する。犠牲の羊その血を死に突きつけて撃退する時、初めてバスが単独で咆哮し、弦楽器が輝かしい走句で彩る。滅ぼすものが私たちを損なうことはできなくなった。締めくくりのハレルヤ頌は、バスの音域を超える低音や跳躍が多くあり、楽譜どおりに歌えず1オクターブ上げている録音も多数ある。

### 第7曲 第6変奏「かくて我ら尊き祭を言祝ぎ」（So feiern wir das hohe Fest）
ソプラノ・テノール・通奏低音　4/4拍子
付点リズム（実際は三連符の変形）に支配され、死からの解放を喜ぶ。ソプラノが先行し、テノールが続行するカノンとなっている。節の末尾はソプラノとテノールがそろって三連符のメリスマを絡める。

### 第8曲 第7変奏「われら食らいて生命に歩まん」（Wir essen und leben wohl）
合唱・弦楽器・通奏低音　4/4拍子
簡潔な小コラール。私たちは聖餐にあずかり、いのちに進みます。過ぎ越しのまことの種入れぬパンであるイエス・キリストが与えられました。恵みのパンの中に古いパン種があってはなりません。私は生かされます。ハレルヤ！